# Lidköpings, Skara och Hjo valkrets
Lidköpings, Skara och Hjo valkrets var i riksdagsvalen till andra kammaren 1896–1908 en egen valkrets med ett mandat. Valkretsen, som alltså omfattade städerna Lidköping, Skara och Hjo, avskaffades vid införandet av proportionellt valsystem inför valet 1911 då Hjo fördes till Skaraborgs läns norra valkrets och Lidköping och Skara till Skaraborgs läns södra valkrets.

## Riksdagsmän
- Wilhelm Nilson, fr c 1897, partilös 1898, Friesenska 1899 (1897–1899)
- Hugo Sandén, lmp (1900–1902)
- Edvard Collvin, lib s (1903–1905)
- Hugo Sandén, nfr (1906–1908)
- Georg Kronlund, lib s (1909–1911)

## Valresultat

### 1896
| Andrakammarvalet i Sverige 1896: Lidköpings, Skara och Hjo valkrets | Andrakammarvalet i Sverige 1896: Lidköpings, Skara och Hjo valkrets | Andrakammarvalet i Sverige 1896: Lidköpings, Skara och Hjo valkrets | Andrakammarvalet i Sverige 1896: Lidköpings, Skara och Hjo valkrets | Andrakammarvalet i Sverige 1896: Lidköpings, Skara och Hjo valkrets |
| Kandidat                                                            | Kandidat                                                            | Röster                                                              | Röster                                                              | Röster                                                              |
| Kandidat                                                            | Kandidat                                                            | Antal                                                               | %                                                                   | +− %                                                                |
| ------------------------------------------------------------------- | ------------------------------------------------------------------- | ------------------------------------------------------------------- | ------------------------------------------------------------------- | ------------------------------------------------------------------- |
|                                                                     | Sven Dahlgren                                                       | 353                                                                 | 56,4                                                                |                                                                     |
|                                                                     | Wilhelm Nilson (fr c)                                               | 272                                                                 | 43,4                                                                |                                                                     |
|                                                                     | Övriga kandidater                                                   | 1                                                                   | 0,2                                                                 |                                                                     |
| Antal giltiga röster                                                | Antal giltiga röster                                                | 626                                                                 |                                                                     |                                                                     |
| Kasserade röster                                                    | Kasserade röster                                                    | 1                                                                   |                                                                     |                                                                     |
| Totalt                                                              | Totalt                                                              | 627                                                                 |                                                                     |                                                                     |

| Andrakammarvalet i Sverige 1896: Lidköpings, Skara och Hjo valkrets | Andrakammarvalet i Sverige 1896: Lidköpings, Skara och Hjo valkrets | Andrakammarvalet i Sverige 1896: Lidköpings, Skara och Hjo valkrets | Andrakammarvalet i Sverige 1896: Lidköpings, Skara och Hjo valkrets | Andrakammarvalet i Sverige 1896: Lidköpings, Skara och Hjo valkrets |
| Kandidat                                                            | Kandidat                                                            | Röster                                                              | Röster                                                              | Röster                                                              |
| Kandidat                                                            | Kandidat                                                            | Antal                                                               | %                                                                   | +− %                                                                |
| ------------------------------------------------------------------- | ------------------------------------------------------------------- | ------------------------------------------------------------------- | ------------------------------------------------------------------- | ------------------------------------------------------------------- |
|                                                                     | Wilhelm Nilson (fr c)                                               | 399                                                                 | 55,7                                                                |                                                                     |
|                                                                     | Sven Dahlgren                                                       | 317                                                                 | 44,2                                                                |                                                                     |
|                                                                     | Övriga kandidater                                                   | 1                                                                   | 0,1                                                                 |                                                                     |
| Antal giltiga röster                                                | Antal giltiga röster                                                | 717                                                                 |                                                                     |                                                                     |
| Kasserade röster                                                    | Kasserade röster                                                    | 3                                                                   |                                                                     |                                                                     |
| Totalt                                                              | Totalt                                                              | 720                                                                 |                                                                     |                                                                     |

### 1899
| Andrakammarvalet i Sverige 1899: Lidköpings, Skara och Hjo valkrets | Andrakammarvalet i Sverige 1899: Lidköpings, Skara och Hjo valkrets | Andrakammarvalet i Sverige 1899: Lidköpings, Skara och Hjo valkrets | Andrakammarvalet i Sverige 1899: Lidköpings, Skara och Hjo valkrets | Andrakammarvalet i Sverige 1899: Lidköpings, Skara och Hjo valkrets |
| Kandidat                                                            | Kandidat                                                            | Röster                                                              | Röster                                                              | Röster                                                              |
| Kandidat                                                            | Kandidat                                                            | Antal                                                               | %                                                                   | +− %                                                                |
| ------------------------------------------------------------------- | ------------------------------------------------------------------- | ------------------------------------------------------------------- | ------------------------------------------------------------------- | ------------------------------------------------------------------- |
|                                                                     | Hugo Sandén                                                         | 341                                                                 | 62,0                                                                |                                                                     |
|                                                                     | E. Hemberg i Lidköping                                              | 208                                                                 | 37,8                                                                |                                                                     |
|                                                                     | Övriga kandidater                                                   | 1                                                                   | 0,2                                                                 |                                                                     |
| Antal giltiga röster                                                | Antal giltiga röster                                                | 550                                                                 |                                                                     |                                                                     |
| Kasserade röster                                                    | Kasserade röster                                                    | 1                                                                   |                                                                     |                                                                     |
| Totalt                                                              | Totalt                                                              | 551                                                                 |                                                                     |                                                                     |

Valet ägde rum den 4 september 1899. Valdeltagandet var 61,4%.

### 1902
| Andrakammarvalet i Sverige 1902: Lidköpings, Skara och Hjo valkrets | Andrakammarvalet i Sverige 1902: Lidköpings, Skara och Hjo valkrets | Andrakammarvalet i Sverige 1902: Lidköpings, Skara och Hjo valkrets | Andrakammarvalet i Sverige 1902: Lidköpings, Skara och Hjo valkrets | Andrakammarvalet i Sverige 1902: Lidköpings, Skara och Hjo valkrets |
| Kandidat                                                            | Kandidat                                                            | Röster                                                              | Röster                                                              | Röster                                                              |
| Kandidat                                                            | Kandidat                                                            | Antal                                                               | %                                                                   | +− %                                                                |
| ------------------------------------------------------------------- | ------------------------------------------------------------------- | ------------------------------------------------------------------- | ------------------------------------------------------------------- | ------------------------------------------------------------------- |
|                                                                     | Edvard Collvin                                                      | 419                                                                 | 56,4                                                                |                                                                     |
|                                                                     | Hugo Sandén                                                         | 322                                                                 | 43,3                                                                | ▼18,7                                                               |
|                                                                     | Övriga kandidater                                                   | 2                                                                   | 0,3                                                                 |                                                                     |
| Antal giltiga röster                                                | Antal giltiga röster                                                | 743                                                                 |                                                                     |                                                                     |
| Kasserade röster                                                    | Kasserade röster                                                    | 2                                                                   |                                                                     |                                                                     |
| Totalt                                                              | Totalt                                                              | 745                                                                 |                                                                     |                                                                     |

Valet ägde rum den 8 september 1902. Valdeltagandet var 74,1%.

### 1905
| Andrakammarvalet i Sverige 1905: Lidköpings, Skara och Hjo valkrets | Andrakammarvalet i Sverige 1905: Lidköpings, Skara och Hjo valkrets | Andrakammarvalet i Sverige 1905: Lidköpings, Skara och Hjo valkrets | Andrakammarvalet i Sverige 1905: Lidköpings, Skara och Hjo valkrets | Andrakammarvalet i Sverige 1905: Lidköpings, Skara och Hjo valkrets |
| Kandidat                                                            | Kandidat                                                            | Röster                                                              | Röster                                                              | Röster                                                              |
| Kandidat                                                            | Kandidat                                                            | Antal                                                               | %                                                                   | +− %                                                                |
| ------------------------------------------------------------------- | ------------------------------------------------------------------- | ------------------------------------------------------------------- | ------------------------------------------------------------------- | ------------------------------------------------------------------- |
|                                                                     | Hugo Sandén                                                         | 511                                                                 | 58,5                                                                | ▲15,2                                                               |
|                                                                     | Edvard Collvin                                                      | 362                                                                 | 41,4                                                                | ▼15,0                                                               |
|                                                                     | Övriga kandidater                                                   | 1                                                                   | 0,1                                                                 |                                                                     |
| Antal giltiga röster                                                | Antal giltiga röster                                                | 874                                                                 |                                                                     |                                                                     |
| Kasserade röster                                                    | Kasserade röster                                                    | 4                                                                   |                                                                     |                                                                     |
| Totalt                                                              | Totalt                                                              | 878                                                                 |                                                                     |                                                                     |

Valet ägde rum den 8 september 1905. Valdeltagandet var 75,8%.

### 1908
| Andrakammarvalet i Sverige 1908: Lidköpings, Skara och Hjo valkrets | Andrakammarvalet i Sverige 1908: Lidköpings, Skara och Hjo valkrets | Andrakammarvalet i Sverige 1908: Lidköpings, Skara och Hjo valkrets | Andrakammarvalet i Sverige 1908: Lidköpings, Skara och Hjo valkrets | Andrakammarvalet i Sverige 1908: Lidköpings, Skara och Hjo valkrets |
| Kandidat                                                            | Kandidat                                                            | Röster                                                              | Röster                                                              | Röster                                                              |
| Kandidat                                                            | Kandidat                                                            | Antal                                                               | %                                                                   | +− %                                                                |
| ------------------------------------------------------------------- | ------------------------------------------------------------------- | ------------------------------------------------------------------- | ------------------------------------------------------------------- | ------------------------------------------------------------------- |
|                                                                     | Georg Kronlund                                                      | 661                                                                 | 55,4                                                                |                                                                     |
|                                                                     | Sven Dahlgren (höger)                                               | 533                                                                 | 44,6                                                                |                                                                     |
| Antal giltiga röster                                                | Antal giltiga röster                                                | 1 194                                                               |                                                                     |                                                                     |
| Kasserade röster                                                    | Kasserade röster                                                    | 0                                                                   |                                                                     |                                                                     |
| Totalt                                                              | Totalt                                                              | 1 194                                                               |                                                                     |                                                                     |

| Resultat per stad | Resultat per stad | Resultat per stad | Resultat per stad |
| Stad              | Kronlund          | Dahlgren          | Totalt            |
| ----------------- | ----------------- | ----------------- | ----------------- |
| Lidköping         | 297               | 250               | 547               |
| Skara             | 238               | 207               | 445               |
| Hjo               | 126               | 76                | 202               |
| Hela valkretsen   | 661               | 533               | 1 194             |

Valet ägde rum den 8 september 1908. Valdeltagandet var 82,5%.